# Sesvete
Sesvete (tyska: Allerheiligen bei Agram) är en stadsdel i Zagreb i Kroatien. Med ett invånarantal på 70 633 invånare (2011) är Sesvete Zagrebs folkrikaste stadsdel. Sesvete ligger i stadens nordöstra ytterområde. Dess centrala delar har en stadsprägel men till stadsdelen räknas även 36 fristående bosättningar.

## Geografi
Sesvete ligger i den nordöstra delen av Zagreb och gränsar i väster till stadsdelarna Gornja- och Donja Dubrava (Övre- och Nedre Dubrava) och i sydväst till Peščenica-Žitnjak. I norr gränsar stadsdelen till Krapina-Zagorjes län och öster till Zagrebs län. Terrängen i stadsdelen karaktäriseras av bördigt slättlandskap i söder mot Sava och Medvednicas sluttningar och böljande landskap i norr.

## Lista över lokalnämnder
I Sesvete finns 46 lokalnämnder (mjesni odbori) som var och en styr över ett mindre område, varav vissa är fristående bosättningar;
- Adamovec
- Belovar
- Blaguša
- Budenec
- Centar
- Cerje-Sesvete
- Dobrodol
- Drenčec
- Dumovec
- Đurđekovec
- Gajec
- Gajišće
- Glavnica Donja
- Glavnica Gornja
- Glavnišica
- Goranec
- Jelkovec
- Kašina
- Kašinska Sopnica
- Kobiljak
- Kraljevečki Novaki
- Kučilovina
- Luka
- Lužan
- Moravče
- Novi Jelkovec
- Novo Brestje
- Paruževina
- Planina Donja
- Planina Gornja
- Popovec
- Prekvršje
- Prepuštovec
- Sesvetska Sela
- Sesvetska Selnica
- Sesvetska Sopnica
- Sesvetski Kraljevec
- Soblinec
- Staro Brestje
- Šašinovec
- Šimunčevec
- Vugrovec Donji
- Vugrovec Gornji
- Vurnovec
- Žerjavinec

## Byggnader och anläggningar
I det fristående samhället Adamovec ligger äventyrsbadet Aquapark Adamovec. 

### Fotnoter
1. ↑  ”Census of Population, Households and Dwellings 2011, First Results by Settlements” (på engelska och kroatiska) ( PDF). Kroatiska statistiska centralbyrån. Arkiverad från originalet den 19 augusti 2014. https://web.archive.org/web/20140819030849/http://www.dzs.hr/Hrv_Eng/publication/2011/SI-1441.pdf. Läst 27 mars 2013.
2. 1 2  Zagreb.hr - Zagrebs officiella webbplats (kroatiska)
3. ↑  Zagreb.hr - Zagrebs officiella webbplats (kroatiska)